# Nesoromys ceramicus
Genre
Espèce
Statut de conservation UICN

 EN B1ab(iii,v) : En danger
Le genre Nesoromys ne comporte qu'une seule espèce, un rongeur de la famille des muridés : Nesoromys ceramicus de l'île indonésienne de Céram dans les monts Manusela.

## Référence
- Thomas, 1920 : On mammals from Ceram. Annals & Magazine of Natural History Series 9-6 pp 422-431. (Stenomys ceramicus)
- Thomas, 1922 : Preliminary Report on fossil vertebrates of the San Pedro valley, Arizona, with descriptions of new species of Rodentia and Lagomorpha. Professional Papers US Geological Survey, 131E pp 119-121.